# Pfistermühle (München)

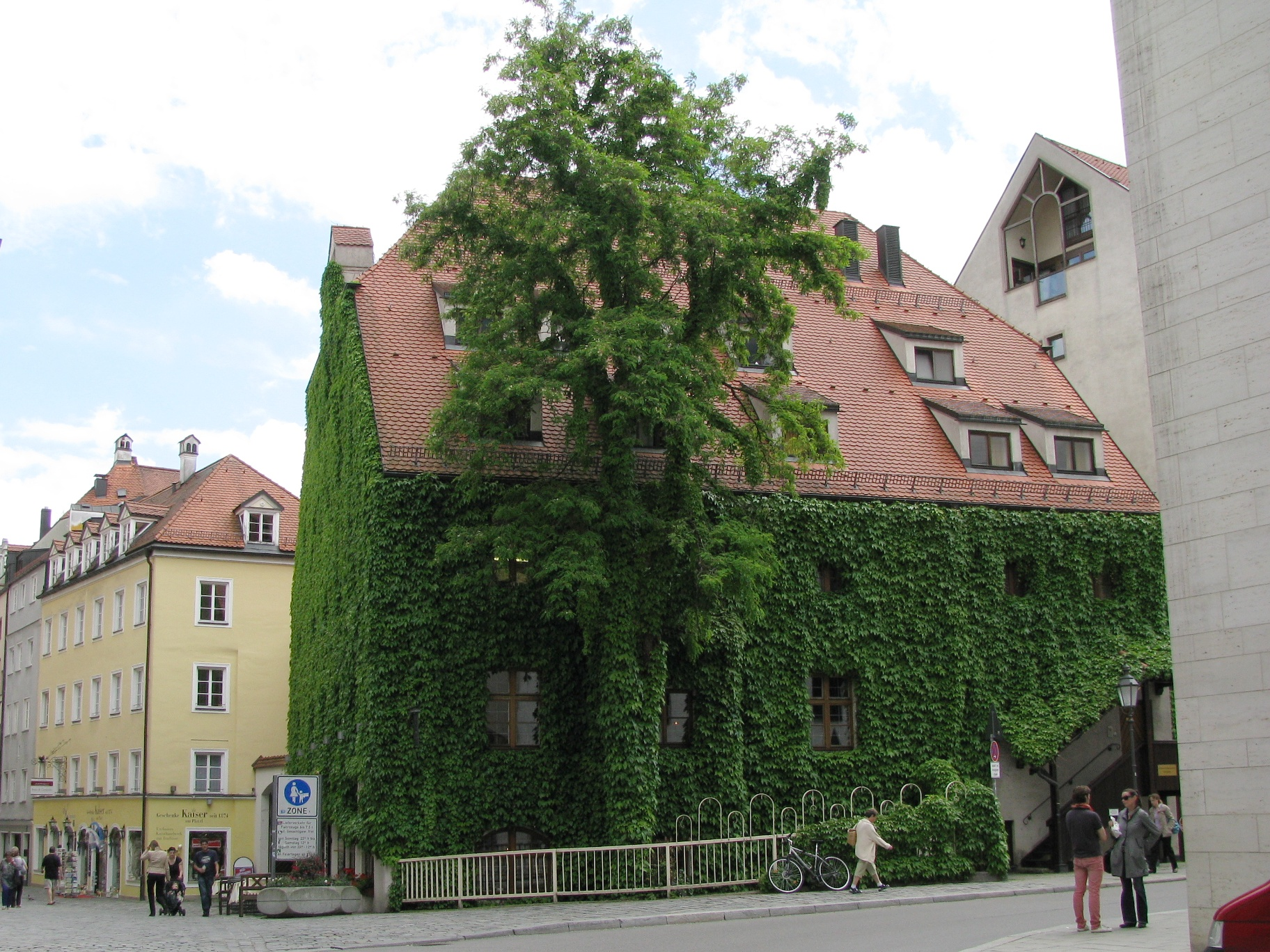
Pfistermühle

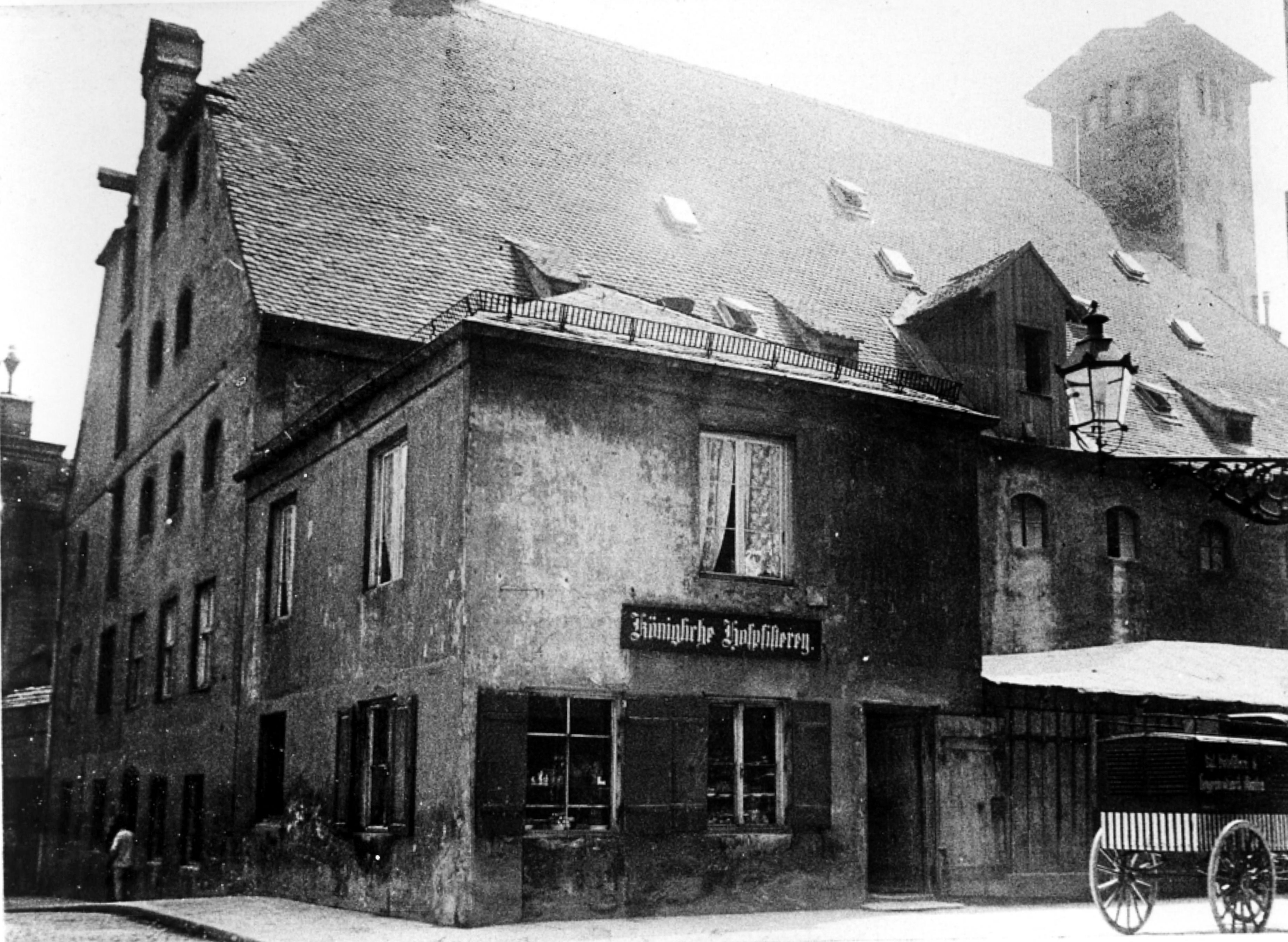
„Königliche Hofpfisterey“, 1897

Die Pfistermühle ist die ehemalige Getreidemühle und Bäckerei der Hofpfisterei in der Münchner Altstadt. Sie ist als Baudenkmal in die Bayerische Denkmalliste eingetragen.

## Geschichte
Ursprünglich war die Hofpfisterei an der Nordostecke des Alten Hofes angesiedelt. Dort lag auch eine Mühle, die zunächst Torantsmühle und später Hofmühle genannt wurde. Nach einem Brand im Jahre 1578 wurden Pfisterei und Mühle in einen Neubau auf der anderen Seite des Pfisterbachs verlegt. Der Bach floss damals an der Stelle der heutigen Sparkassenstraße und lieferte die Energie zum Betrieb der Mühle.
Das dreigeschossige Gebäude mit Schopfwalmdach wurde im Zweiten Weltkrieg schwer beschädigt. Erhalten blieben nur Außenmauern, ein Gewölbe im Erdgeschoss und eine steinerne Treppe ins Obergeschoss. Nach dem Krieg wurde die Bäckerei instand gesetzt, so dass ab 1948 wieder produziert werden konnte. Die Staatliche Schlösserverwaltung verkaufte 1958 die Pfistermühle. Der Unternehmenssitz der Hofpfisterei wurde 1964 in die Kreittmayrstraße verlagert. Das ursprüngliche Aussehen des noch vorhandenen Gebäudeteils wurde in den Jahren 1987/88 wieder hergestellt, gleichzeitig erfolgte ein Umbau zu einem Restaurant, das seither gehobene bayerische Küche bietet. Die Nordost- und Nordwestfassade sind heute nahezu vollständig mit Kletterpflanzen bewachsen.